# Wypaleniska
Wypaleniska – wieś w Polsce, położona w województwie kujawsko-pomorskim, w powiecie bydgoskim, w gminie Solec Kujawski.
1 sierpnia 1977 część Wypalenisk włączono do Bydgoszczy

## Podział administracyjny
W latach 1975–1998 wieś administracyjnie należała do województwa bydgoskiego.

## Integralne części wsi

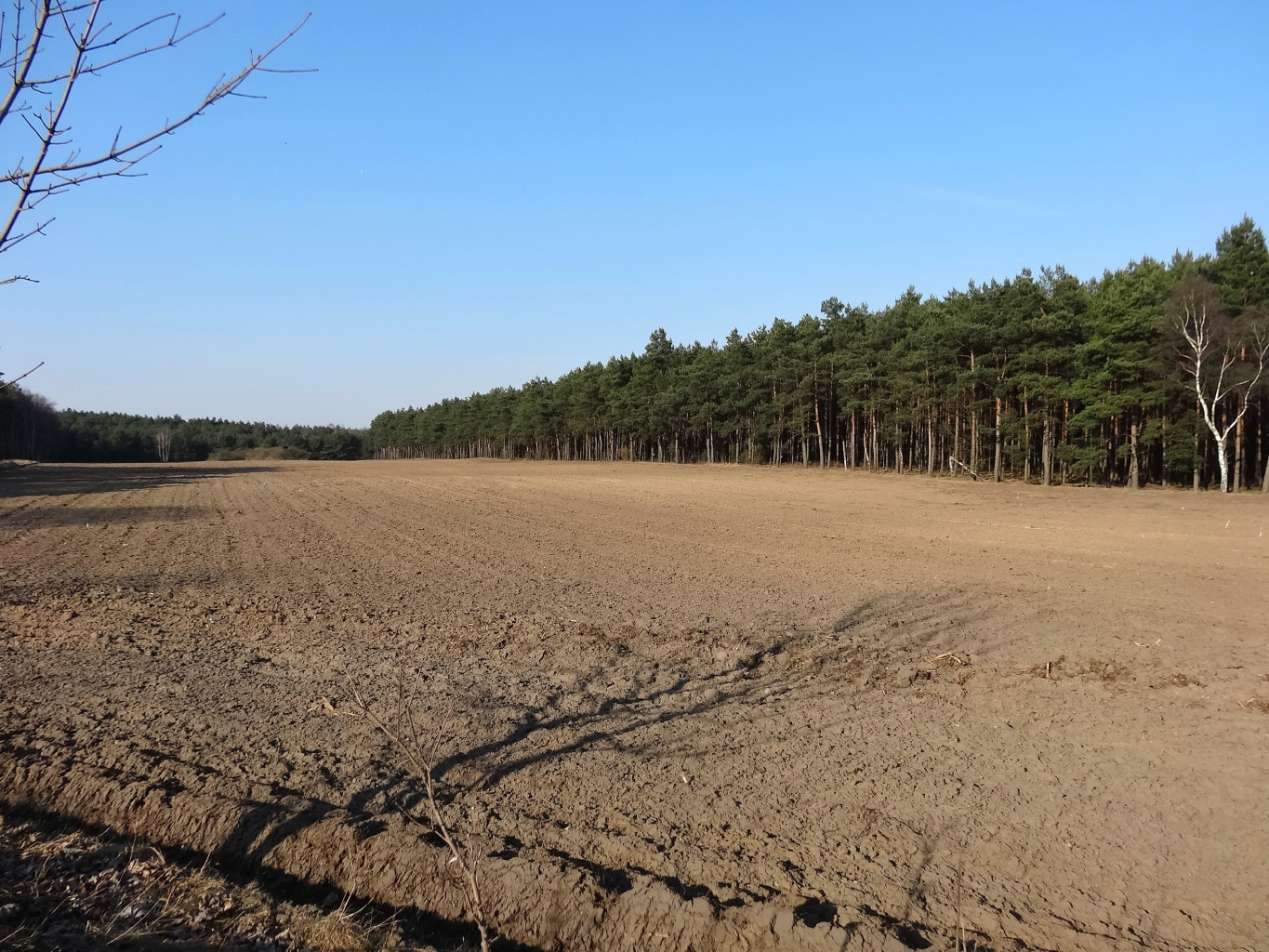
Pole w Wypaleniskach

| SIMC    | Nazwa       | Rodzaj    |
| ------- | ----------- | --------- |
| 0095897 | Siedmiogóry | część wsi |

## Charakterystyka
Wypaleniska położone są w Puszczy Bydgoskiej, tuż za wschodnią granicą obszaru administracyjnego miasta Bydgoszczy. Miejscowość znajduje się na południe od drogi krajowej nr 10 Bydgoszcz-Toruń. Nazwa nawiązuje do dużej leśnej polany (być może powstałej wskutek pożaru), zaznaczonej na mapach już w XVIII wieku. Miejscowość od północy sąsiaduje z Żółwinem i Siedmiogórami, a od wschodu z miejscowościami: Makowiska i Rudy.
Wypaleniska to wieś zanikająca z powodu sąsiedztwa rozbudowanego w latach 90. XX wieku miejskiego wysypiska śmieci dla Bydgoszczy. Środek wsi zlokalizowany jest przy skrzyżowaniu tzw. traktu bydgosko-gniewkowskiego oraz drogi leśnej prowadzącej z Makowisk do Łażyna. Gleba jest wybitnie piaszczysta. Od strony północno-wschodniej teren kończy się wyraźną krawędzią nad niżej położonymi Makowiskami. W obrębie wsi można znaleźć relikty dawnych domostw, sadów i ogrodów. Część posesji zarosła już lasem.
Z uwagi na sąsiedztwo z Miejskim Kompleksem Utylizacji Odpadów dla miasta Bydgoszczy, znaczna część terenu wsi uznana jest za rejon szczególnie uciążliwy. Na terenie wsi znajdują się 2 żwirownie o łącznej powierzchni 7 ha, odlewnia metali nieżelaznych oraz liczne fermy drobiu. Część obszaru Wypalenisk, leżąca na południe od obwodnicy Bydgoszczy należy do Obszaru Chronionego Krajobrazu Wydm Kotliny Toruńsko-Bydgoskiej.
Przez Wypaleniska przebiega  szlak „Puszczański” z Bydgoszczy-Łęgnowa na przełaj przez Puszczę Bydgoską do Gniewkowa.

## Historia
Rozwój osady wiąże się z powszechnym w tych okolicach osadnictwem olęderskim oraz z kolonizacją niemiecką. Na mapie Schröttera (1796-1802) nie zaznaczono jeszcze miejscowości, co świadczy o nieco późniejszej kolonizacji, niż okoliczne osady olęderskie, natomiast widoczna jest rozległa polana leśna, prawdopodobnie pożarzysko.
Spis miejscowości rejencji bydgoskiej z 1833 r. podaje, że w kolonii Wypaleniska (niem. Schulitzer Feuer-länder) mieszkało 84 osób (70 ewangelików, 14 katolików) w 12 domach. Miejscowość należała do parafii katolickiej w Solcu i ewangelickiej w Bydgoszczy. Według opisu Jana Nepomucena Bobrowicza z 1846 r. Wypaleniska (Soleckie Ogniska) były kolonią osadniczą, należącą do miasta Solca. Kolejny spis z 1860 r. podaje, że we wsi Wypaleniska (niem. Feyerland) mieszkało 174 osób (171 ewangelików, 3 katolików) w 29 domach. Dzieci uczęszczały do szkoły w Otorowie. Miejscowość należała do parafii katolickiej i ewangelickiej w Solcu.
Natomiast dla roku 1884 Słownik geograficzny Królestwa Polskiego podaje, że Soleckie Wypaleniska (niem. Feyerland) były wsią w powiecie bydgoskim, położoną 6 km na południowy zachód od Solca, na terenie dawnego soleckiego lasu miejskiego. Miejscowość leżała przy trakcie bydgosko-gniewkowskim. W 30 domach mieszkało tu 208 osób, w tym 2 katolików, reszta to ewangelicy. Wieś obejmowała powierzchnię 50 ha.
W XIX wieku, a także w okresie międzywojennym na polanie Wypaleniska pozyskiwano piasek i żwir do celów budowlanych. Po II wojnie światowej południową i zachodnią cześć polany zalesiono, natomiast w części wschodniej rozlokowana była zabudowa wsi.
1 sierpnia 1977 wsie Łęgnowo i Plątnowo, Żółwin oraz część Wypalenisk włączono w obszar administracyjny miasta Bydgoszczy. Przyczyną było poszukiwanie przez Bydgoszcz dogodnego terenu pod inwestycje komunalne: oczyszczalnię ścieków oraz miejskie wysypisko śmieci. Początkowo w Żółwinie, a później koło Wypalenisk rozbudowano Międzygminny Kompleks Unieszkodliwiania Odpadów Komunalnych służący całej Bydgoszczy, jak również okolicznym gminom. Z uwagi na bliskość wysypiska, w latach 90. XX wieku południowa część wsi została objęta strefą ochronną. Ze względu na uciążliwości środowiskowe ludność wsi została w większości przesiedlona. Wkrótce w Wypaleniskach zamknięto szkołę, a na opuszczone pola zaczęła wchodzić sukcesja leśna.
Terytorium wsi, które zostało włączone do Bydgoszczy należy do jednostki urbanistycznej Żółwin-Wypaleniska, pozostała część należy do gminy Solec Kujawski.

## Demografia
Według Narodowego Spisu Powszechnego (XII 2011 r.) miejscowość liczyła 181 mieszkańców.